# Graphics Execution Manager
Der Graphics Execution Manager (GEM) ist ein Teil der Direct Rendering Manager (DRM)-Programmierschnitstelle des Linux-Grafikstacks, die es mehreren Programmen erlaubt, Grafikspeicher untereinander gemeinsam zu verwenden. GEM stellt die konfliktfreie Speichernutzung zwischen den Anwendungen durch Speichersynchronisation sicher.

## Geschichte
Die Entwicklung von GEM wurde von Intel im Mai 2008 begonnen um eine leichtere Alternative zu den Translation Table Maps (von Tungsten Graphics) zu schaffen.
Allerdings kollidierte Intels Ansatz mit damaligen Entwicklungszielen des X.Org-Server (DRI2, EXA).
Trotzdem wurde GEM in den Linux-Kernel mit Version 2.6.28 aufgenommen.